# 木原浩勝
木原 浩勝（きはら ひろかつ、1960年 - ）は、日本の小説家、放送作家、怪異蒐集家。

## 経歴
- 1960年 - 兵庫県尼崎市に生誕。
- 1982年 - 大阪芸術大学芸術学部映像計画学科を卒業。
- 1983年 - 『風の谷のナウシカ』を制作したトップクラフト入社。会社解散後、設立したてのスタジオジブリ入社。
- 1985年 - 『天空の城ラピュタ』に制作進行として参加後、制作デスクに昇格。宮崎駿監督の下で『となりのトトロ』『魔女の宅急便』を手がける。
- 1990年 - スタジオジブリ退社。この年、扶桑社より日本怪談史上初であるとともに現在のJホラーブームの原点となった現代の百物語『新・耳・袋』により作家デビュー。
- 1990年前半 - コンセプトライターとして、書籍・ムック本などに企画・構成・執筆を行い、ヒットメーカーとして知られる。企画・構成ブレーンを務めた『空想科学読本』（宝島社）シリーズは300万部を超えるミリオンセラーとなった。
- 1990年後半〜2000年代 - 
  - 1998年、メディアファクトリーより『現代百物語 新耳袋』（中山市朗と共著）を復刊。
  - 1999年、京極夏彦、東雅夫、大学時代の同級生であった中山市朗らと怪談之怪を結成、雑誌「ダ・ヴィンチ」での週戴、新宿ロフトプラスワンでのトークライブなど怪談の普及活動を展開。
  - 2001年、日本の都市伝説をまとめた『都市の穴』（双葉社）を刊行。
  - 2005年、『新耳袋』全十巻が完結し、文庫（角川書店刊）、TV (BS-i)、DVD（キングレコード）、映画、ゲーム（メトロ）、携帯サイト（NTTドコモ、au、SoftBank、Willcom）とメディア展開を図る。その他、特撮映像研究、漫画原作（『雲のグラデュアーレ』、画：志水アキ、メディアファクトリー、全4巻）、古代史ミステリー（『捜聖記』：中山と共著、角川書店）など幅広いジャンルで活躍。
  - 2007年、岡田斗司夫と共に仕掛けたダイエット本『いつまでもデブと思うなよ』が大ヒット。同時に『新耳袋』とは異なり、語り手の一人称で展開される新たな実話怪談集『隣之怪』（全十巻を予定）の刊行開始。
  - 2008年、「新・新耳袋」と呼ぶべき実話怪談集『九十九怪談』（全十巻を予定）の刊行開始。

現在はその造詣の深さを買われ、怪獣、玩具、食玩、ソフビ、アニメ、ガンダムなど様々なジャンルに企画ブレーンとしてくわわることも多い。

## 著作

### 新耳袋シリーズ
（中山市朗と共著）
- 新◆耳◆袋-あなたの隣の怖い話 1990年 扶桑社 ISBN 4-594-00629-9
- 怖い日曜日-新耳袋特別編集 1998年 メディアファクトリー ISBN 4-88991-918-X
- 現代百物語「新耳袋」第一夜 1998年 メディアファクトリー ISBN 4-88991-548-6
文庫版 「新耳袋」第一夜 ― 現代百物語 2002年 角川文庫 ISBN 4-04-365301-8
- 現代百物語「新耳袋」第二夜 1998年 メディアファクトリー ISBN 4-88991-549-4
文庫版 「新耳袋」第二夜 ― 現代百物語 2002年 角川文庫 ISBN 4-04-365302-6
- 現代百物語「新耳袋」第三夜 1999年 メディアファクトリー ISBN 4-88991-641-5
文庫版 「新耳袋」第三夜 ― 現代百物語 2003年 角川文庫 ISBN 4-04-365303-4
- 現代百物語「新耳袋」第四夜 1999年 メディアファクトリー ISBN 4-88991-895-7
文庫版 「新耳袋」第四夜 ― 現代百物語 2003年 角川文庫 ISBN 4-04-365304-2
- 現代百物語「新耳袋」第五夜 2004年 メディアファクトリー ISBN 4-8401-0090-X
文庫版 「新耳袋」第五夜 ― 現代百物語 2004年 角川文庫 ISBN 4-04-365305-0
- 現代百物語「新耳袋」第六夜 2001年 メディアファクトリー ISBN 4-8401-0290-2
文庫版 「新耳袋」第六夜 ― 現代百物語 2004年 角川文庫 ISBN 4-04-365306-9
- 現代百物語「新耳袋」第七夜 2002年 メディアファクトリー ISBN 4-8401-0588-X
文庫版 「新耳袋」第七夜 ― 現代百物語 2005年 角川文庫 ISBN 4-04-365307-7
- 現代百物語「新耳袋」第八夜 2003年 メディアファクトリー ISBN 4-8401-0794-7
文庫版 「新耳袋」第八夜 ― 現代百物語 2006年 角川文庫 ISBN 4-04-365308-5
- 現代百物語「新耳袋」第九夜 2004年 メディアファクトリー ISBN 4-8401-1113-8
文庫版 「新耳袋」第九夜 ― 現代百物語 2007年 角川文庫 ISBN 978-4-04-365309-6
- 現代百物語「新耳袋」第十夜 2005年 メディアファクトリー ISBN 4-8401-1281-9
文庫版 「新耳袋」第十夜 ― 現代百物語 2008年 角川文庫 ISBN 978-4-04-365310-2
- 新耳袋コレクション（ダ・ヴィンチブックス） 2006年 メディアファクトリー （恩田陸 編） ISBN 4-8401-1570-2
- 怪談新耳袋ノブヒロさん（ダ・ヴィンチブックス） 2006年 メディアファクトリー （加藤淳也 著） ISBN 4-8401-1550-8
- 妖怪モノノケBOX しんみみぶくろ1 2007年 メディアファクトリー （しんみみぶくろ編集委員会 編/村上健司 著） ISBN 978-4-8401-1880-4
- 幽霊屋敷ノート しんみみぶくろ2 2007年 メディアファクトリー （しんみみぶくろ編集委員会 編/田中裕 著） ISBN 978-4-8401-1881-1
- 狐と狸のバケ合戦 しんみみぶくろ3 2007年 メディアファクトリー （しんみみぶくろ編集委員会 編/村上健司 著） ISBN 978-4-8401-2101-9
- 心霊写真アルバム しんみみぶくろ4 2007年 メディアファクトリー （しんみみぶくろ編集委員会 編/田中裕 著） ISBN 978-4-8401-2102-6
- 幽霊学級 しんみみぶくろ5 2008年 メディアファクトリー （しんみみぶくろ編集委員会 編/村上健司 著） ISBN 978-4-8401-2358-7
- 怪談学校1 本当にあったコワイ話「新耳袋」より 2010年 角川つばさ文庫 ISBN 978-4-04-631103-0
- 怪談学校2 本当にあったコワイ話「新耳袋」より 2011年 角川つばさ文庫 ISBN 978-4-04-631149-8
- 怪談学校3 本当にあったコワイ話「新耳袋」より 2011年 角川つばさ文庫 ISBN 978-4-04-631168-9

### 怪談之怪シリーズ
（京極夏彦、東雅夫、中山市朗らと共著）
- 怪談之怪之怪談 2003年 メディアファクトリー ISBN 4-8401-0848-X
- 怪談の学校 2006年 メディアファクトリー ISBN 4-8401-1497-8

### 隣之怪シリーズ
- 隣之怪〜木守り〜（幽BOOKS） 2007年 メディアファクトリー ISBN 978-4-8401-1867-5
文庫版 「隣之怪」〜木守り〜（MF文庫ダ・ヴィンチ） 2009年 メディアファクトリー ISBN 978-4-8401-2825-4
- 隣之怪〜蔵の中〜（幽BOOKS） 2008年 メディアファクトリー ISBN 978-4-8401-2340-2
- 隣之怪〜病の家〜（幽BOOKS） 2009年 メディアファクトリー
- 隣之怪 第四夜 息子の証明　2012年 角川書店
- 隣之怪 第五夜 主人の帰り　2013年 角川書店
- 隣之怪 第六夜 白刃の盾　2014年　角川書店

### 九十九怪談シリーズ
- 九十九怪談 第一夜 2008年 角川書店 ISBN 978-4-04-873880-4
文庫版 「九十九怪談」第一夜 2010年 角川文庫 ISBN 978-4-04-365311-9
- 九十九怪談 第二夜 2009年 角川書店 ISBN 978-4-04-873962-7
文庫版 「九十九怪談」第二夜 2011年 角川文庫 ISBN 978-4-04-365312-6
- 九十九怪談 第三夜 2010年 角川書店 ISBN 978-4-04-874074-6
文庫版 「九十九怪談」第三夜 2012年 角川文庫 ISBN 978-4-04-100331-2
- 九十九怪談 第四夜 2011年 角川書店 ISBN 978-4-04-874214-6
文庫版 「九十九怪談」第四夜 2013年 角川文庫 ISBN 978-4-04-100833-1
- 九十九怪談 第五夜 2012年 角川書店 ISBN 978-4-04-110230-5
文庫版 「九十九怪談」第五夜 2014年 角川文庫 ISBN 978-4-04-101543-8
- 九十九怪談 第六夜 2013年 角川書店 ISBN 978-4-04-110459-0
- 九十九怪談 第七夜 2014年 角川書店 ISBN 978-4-04-101552-0

### 初音怪談
- 初音怪談 私と小さなおじさんのこと （松嶋初音と共著） 2008年 角川グループパブリッシング ISBN 978-4-04-873890-3

### 怪、刺す
- 怪、刺す （刺し絵：伊藤潤二） 2010年 小学館 ISBN 978-4-09-122560-3

### 都市伝説
- 都市の穴（市ヶ谷ハジメ、岡島正晃らと共著） 2001年 双葉社 ISBN 4-575-29279-6
文庫版 都市の穴 2003年 双葉文庫 ISBN 4-575-71264-7

### 小説
- 捜聖記（中山市朗と共著） 2001年 角川書店 ISBN 4-04-873340-0

### 短編小説
- 「異形コレクション」シリーズ（井上雅彦監修）
  - 獣人 2003年 光文社 ISBN 4-334-73467-7「間人（はしひと）さま」
  - 教室 2003年 光文社 ISBN 4-334-73558-4「『教室』にやぶれる」
  - 黒い遊園地 2004年 光文社 ISBN 4-334-73674-2「在子（ねねこ）」
  - 蒐集家（コレクター）2004年 光文社 ISBN 4-334-73739-0「怪異蒐集家」
- 「怪談実話系」シリーズ
  - 怪談実話系 書き下ろし怪談文芸競作集 2008年 メディアファクトリー ISBN 978-4-8401-2347-1
  - 怪談実話系2 書き下ろし怪談文芸競作集 2009年 メディアファクトリー ISBN 978-4-8401-2824-7

### 対談集
- 大人の怪談（辛酸なめ子との対談集）角川Oneテーマ21、角川書店、2009年 ISBN 978-4-04-710196-8

### コミック原作
- 特別読切り 『主のキゲン』原作 2013年 SQUARE ENIX ビッグガンガン
- 雲のグラデュアーレ（漫画:志水アキ） MFコミックス
  - 第1巻 2001年 ISBN 4-88991-782-9 （海外版：台・韓・仏）
  - 第2巻 2001年 ISBN 4-8401-0401-8 （海外版：台・韓・仏）
  - 第3巻 2002年 ISBN 4-8401-0431-X （海外版：台・韓）
  - 第4巻 2002年 ISBN 4-8401-0459-X （海外版：台・韓）
- 新耳袋より
  - 闇に棲む音（漫画：佐伯かよの 他）2001年 メディアファクトリー ISBN 4-8401-0319-4
  - エレベーターの闇（漫画：永久保貴一 他）2002年 メディアファクトリー ISBN 4-8401-0592-8
  - ある夏の日の…（漫画：佐伯かよの 他）2003年 メディアファクトリー ISBN 4-8401-0799-8
  - 来訪者…（漫画：ささやななえこ 他）2004年 メディアファクトリー ISBN 4-8401-1120-0
  - 面影（漫画：佐伯かよの 他）2005年 メディアファクトリー ISBN 4-8401-1285-1
  - 家（漫画：有吉京子 他）2006年 メディアファクトリー ISBN 4-8401-1562-1
  - 怪談百物語新耳袋 赤い絨毯（漫画：佐伯かよの）2006年 メディアファクトリー ISBN 4-8401-1606-7
  - さびしそうな犬（漫画：佐伯かよの 他）2007年 メディアファクトリー ISBN 978-4-8401-1884-2
  - 2階（漫画：藤堂裕）『サムケ』Vol.1掲載、未単行本化
  - 乗客（漫画：田邊剛）『サムケ』Vol.1掲載、未単行本化
  - 圏外怪談 妹（漫画：外薗昌也）『サムケ』Vol.1掲載、未単行本化
- 百怪忌
  - 百怪忌 〜おそろしい部屋の話〜 2010年 SHUEISYA HOME REMIX ISBN 978-4-8342-4372-7
  - 百怪忌 〜あなたを連れていくもの〜 2010年 SHUEISYA HOME REMIX ISBN 978-4-8342-43772
- S×Mぷらす執事

### 企画・監修
- 株でいこう 2005年 マイクロマガジン社 ISBN 4-89637-188-7
- 彼女を守る51の方法 2005年 マイクロマガジン社 ISBN 4-89637-190-9
- 30 DAYS OF NIGHT（日本語版）2005年
- DARK DAYS（日本語版）2005年
- いつまでもデブと思うなよ 岡田斗司夫著/新潮社 2007年 ISBN 978-4-10-610227-1

### ノンフィクション
- もう一つの「バルス」　宮崎駿と『天空の城ラピュタ』の時代（講談社、2016年／講談社文庫、2018年9月）
- ふたりのトトロ　宮崎駿と『となりのトトロ』の時代（講談社、2018年／講談社文庫、2023年10月）、各・文庫は増補改訂版

## サブカルチャー

### 空想科学読本シリーズ
企画・監修
- 空想科学読本 1996年 宝島社 ISBN 4-7966-1074-X
- 空想科学読本2 1997年 宝島社 ISBN 4-7966-1222-X
- 空想非科学大全 1998年 メディアワークス ISBN 4-07-300021-7
- 空想科学大戦! 1998年 メディアファクトリー ISBN 4-88991-654-7
- 空想科学大戦2 1999年 メディアファクトリー ISBN 4-88991-953-8
- 空想歴史読本 1999年 メディアファクトリー ISBN 4-88991-909-0
- 空想科学論争 1999年 扶桑社 ISBN 4-594-02821-7

### 別冊宝島シリーズ
企画・監修
- このマンガがすごい! 1996年 宝島社 ISBN 4-7966-9257-6
- 70年代マンガ大百科 1996年 宝島社 ISBN 4-7966-9288-6
- このマンガがえらい! 1997年 宝島社 ISBN 4-7966-1169-X
- このアニメがすごい! 1997年 宝島社 ISBN 4-7966-9293-2
- 日本一のマンガを探せ! 1997年 宝島社 ISBN 4-7966-9316-5
- 官能本大全 1998年 宝島社 ISBN 4-7966-9370-X

### VOWシリーズ
企画・監修
- 怪獣VOW 1994年 宝島社 ISBN 4-7966-0880-X
- 帰ってきた怪獣VOW 1995年 宝島社 ISBN 4-7966-0981-4
- さらば怪獣VOW 1996年 宝島社 ISBN 4-7966-1139-8

### 企画・編集
- ゴジラ 東宝特撮未発表資料アーカイヴ プロデューサー・田中友幸とその時代（編：清水俊文/中村哲） 2010年 角川書店 ISBN 978-4-04-854465-8

## 映像、映画

### TV番組
- ハイビジョン特集フロンティア 異界百物語 〜Jホラーの秘密を探る〜 （取材協力）

### TVドラマ
- 怖い日曜日
- 怖い日曜日〜新章〜
- 怖い日曜日〜2000〜
- 学校の怪談 春のたたりスペシャル
- 怪談新耳袋
- ケータイ刑事 銭形泪（ゲスト出演）
- ケータイ刑事 銭形雷（ゲスト出演）

### 映画
- 怪談新耳袋 2004年
- 怪談新耳袋 幽霊マンション 2005年
- 怪談新耳袋 ノブヒロさん 2006年
- 怪談新耳袋 怪奇 2010年
- 好色男女　セックスの季節（2019年6月21日、オーピー映画） - 木原浩勝 役[1]

### アニメ
- 天空の城ラピュタ 1986年 スタジオジブリ
- となりのトトロ 1988年 スタジオジブリ
- 魔女の宅急便 1989年 スタジオジブリ
- 天才バカヴォン〜蘇るフランダースの犬〜 2015年 DLE

### バラエティ
- 岡田斗司夫のプチクリ学園（MONDO21）
- 緊急検証!もののけ王座決定戦!〜子供にウォッチさせたくない妖怪たち〜（2015年8月8日、ファミリー劇場）

### WEB番組
- 木原浩勝の「件ちゃん暗殺計画」（仮） 2017年 -  ニコニコ生放送

### CD
- 聴く新耳袋（怨の巻） 1999年 メディアファクトリー ASIN:B00005F3KQ
- 聴く新耳袋（怪の巻） 1999年 メディアファクトリー ASIN:B00005F3KR
- 枯れ井戸スコープ 2008年 81プロデュース BOOFL-0003
- 怪鬼宴「録音スタジオの怪」 2010年 スパイスビジュアル SVNK-C001
- 怪鬼宴「旅館の怪」 2010年 スパイスビジュアル SVNK-C002

### 「隣之怪」シリーズ（原作・監修）
- 「フレーム」 2006年 ワーナー・ホーム・ビデオ ASIN:B000HEWJDU
- 「バック物件」2006年 ワーナー・ホーム・ビデオ ASIN:B000HEWJE4
- 「ツイテナイ」2007年 ワーナー・ホーム・ビデオ ASIN:B000QCU9BM
- 「ダレカイル」2007年 ワーナー・ホーム・ビデオ ASIN:B000QCU9BW

## ラジオ
- 「怪談ラヂオ～怖い水曜日」 ラジオ関西（共演：ひづきようこ、松山勘十郎）

## ゲーム
- 実話怪談新耳袋 2005年 メトロ （原作・監修）
- ウルトラマン・ファイティング・エボリューションリバーズ 2005年 バンプレスト （グラフィック監修）
- 四八（仮） 2007年 バンプレスト （シナリオ提供）
- ツキビト 2009年 SNKプレイモア（任天堂DS用謎解きアドベンチャーゲーム。「ツキビト研究所」所長としてクリエイター参加）

## フィギュア関係
- CSテレビ「フィギュアの王国」総合司会 大人の趣味と生活向上◆アクトオンTV

## 食玩
- 新耳袋ラムネ（原作/プロデュース） オリオン

## 携帯サイト関係
（NTTドコモ、EZWeb、Vodafone、Willcom）
- 「怪談百物語新耳袋」（原作・監修）
- 機動戦士ガンダムSEED公式ファンサイト「SEED Club mobile」（監修）
- コードギアス公式ファンサイト「ギアス★net」（監修）
- 「みんな@サッカー」（監修）
- 「岸朝子の五つ星」（監修）
- 「いつデブ・Diet」（企画・監修）
- 百怪忌（原作・監修）

## トークライブ
新宿ロフトプラスワンにて
- 深夜の怪談 新耳袋 （テーマは怪談）
- 妖・怪談義 （テーマは妖怪）
- 大怪獣サミット （テーマは特撮全般）
- ボトムズ野郎ども
- 一志耳袋 （テーマは怪談）